# Rathaus Lauban

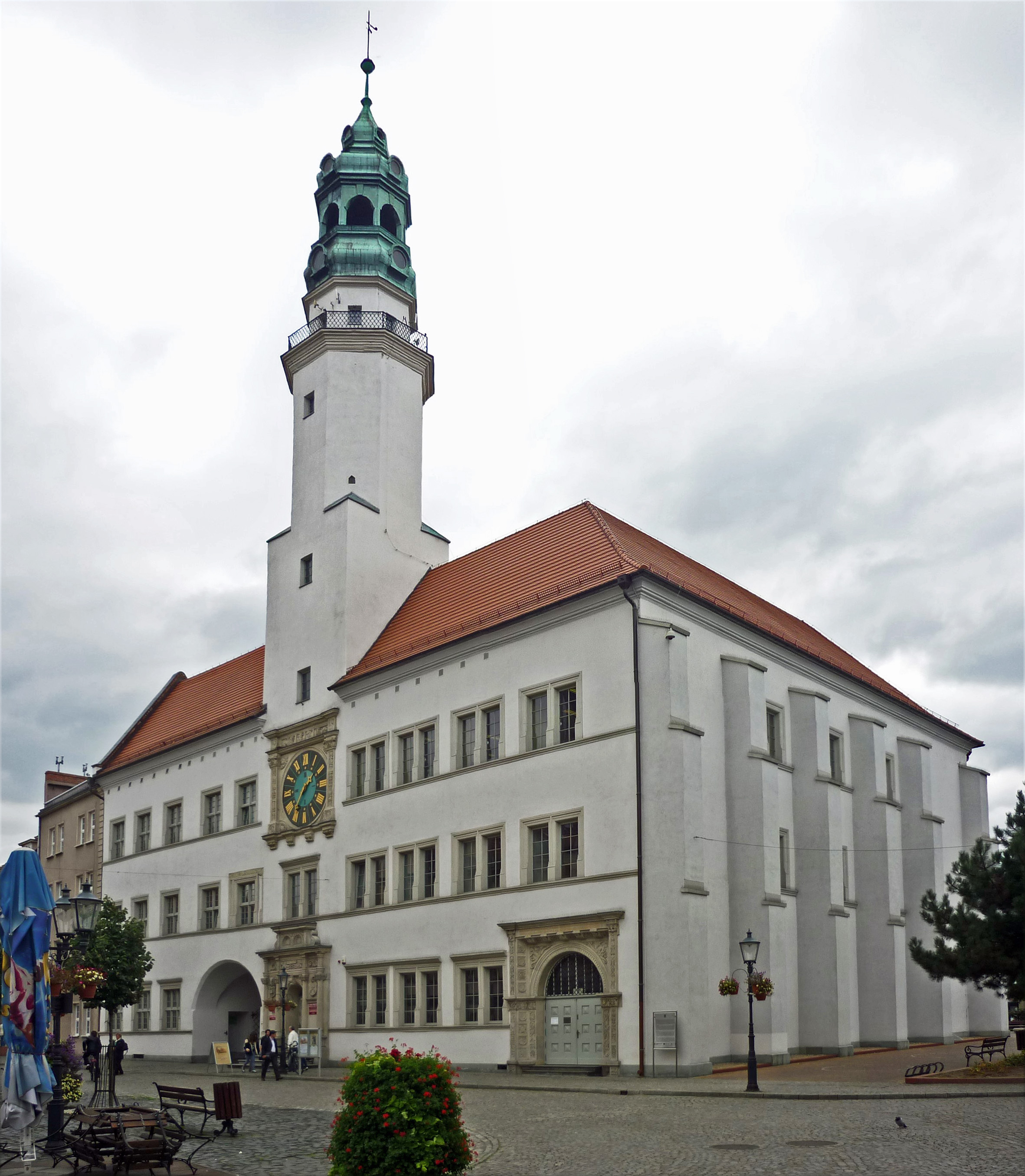
Rathaus Lauban

Das historische Rathaus von Lauban (polnisch Ratusz w Lubaniu) befindet sich auf der Westseite des Rings von Lubań (deutsch Lauban) in der Woiwodschaft Niederschlesien in Polen. Ab 1975 wurde es für museale Zwecke genutzt, seit 1993 beherbergt es das Regionalmuseum (Muzeum Regionalne w Lubaniu).

## Geschichte
Ein erster Rathausbau entstand im 14.–15. Jahrhundert. Von diesem stammt das Relikt des Krämerturms in der Ringmitte. Ein Neubau im Stil der Renaissance wurde 1524 nach Entwürfen von Hans Lindner begonnen. Der Baustil ist beeinflusst von dem Görlitzer Landbaumeister Wendel Roskopf. Im Gebäude wurde auch die Stadtwaage untergebracht. Die Bürgerhalle von 35 × 45 m Fläche, der Sitzungssaal im Erdgeschoss und im Obergeschoss sowie eine große Halle mit Musikempore entsprachen den Repräsentationsbedürfnissen der durch Tuchmacherei und Handel reichen Stadt Lauban.
1551–1581 wurde der Bau aufgestockt. Das Rathaus war ursprünglich reicher verziert, doch nach Stadtbränden 1554, 1659, 1670, und 1760 wurde es vereinfacht wiederhergestellt. Im Inneren haben sich kunstvolle Gewölberippen erhalten.
Der Uhrturm wurde 1620 begonnen und 1688 mit einem dreimal durchbrochenen Helm im Stil des Barock abgeschlossen.
Mitte des 19. Jahrhunderts erfolgten Umbauten. Die Turmspitze brannte 1929 ab und wurde nach Entwurf des Berliner Architekten Hans Poelzig in Beton wiederhergestellt. Nach Zerstörungen am Ende des Zweiten Weltkriegs 1945 wurde das Rathaus in den 1950er Jahren und 1970/1971 rekonstruiert und im Inneren mit Gewölben stilgerecht wiederhergestellt.

## Bauwerk
Das Gebäude ist mit einem hohen Mansarddach mit Gauben gedeckt. Der Bau mit kubischem Baukörper an der Westseite hat einen kleinen halbkreisförmigen Vorbau. Im Norden befindet sich der sechsstöckige Ratsturm auf quadratischem Grundriss. An den verputzten Fassaden sind die Geschosse durch schmales Gesimse getrennt. Das Erdgeschoss ist mit horizontalen Rustizierungsstreifen betont, das erste Stockwerk trägt Rustizierungen an den Ecken. Die steinernen Fensterrahmen stammen aus dem 17. Jahrhundert. Untergeschoss, Erdgeschoss und der größte Teil des Erdgeschosses enthalten Tonnengewölben mit Lünetten und Stichkappen sowie Kreuzgewölben.